# 멤버놀이
멤버놀이는 주로 10대들이 인터넷 공간에서 인기 연예인을 선택하고 그 연예인의 흉내를 내 역할극을 하는 놀이를 말한다. 줄여서 ‘멤놀’이라고도 한다.

## 특성
주로 소셜 네트워크 서비스가 가능한 사이트나, 인터넷 커뮤니티, 애플리케이션에서 시행되며 멤버놀이는 인물을 선택하고 여러 사람들과 대화를 나누는 형식으로 진행된다.
시간의 흐름대로 멤버놀이 특유의 문화도 점점 달라지고 있다. 초기의 멤버놀이는 연예인 같은 공인의 흉내를 내는 문화였지만 점점 프로필 사진과 이름을 다르게 하고 결국 원래 멤버 놀이의 형태를 거의 잃어버린 반익명적인 문화로 바뀌게 되었다. 카카오 스토리의 경우는 팸 형식으로 이름을 맞추고 활동하기도 한다.
카카오스토리 멤놀에서는 익명으로 사람과 사람을 이어 주거나, 여러 가지 질문 등을 할 수 있는 흔히 ‘익명계’라고 불리는 계정이 존재한다.
멤놀을 오래 한 사람들은 역할놀이에서 길게 인연을 맺은 지인과 실제 만남을 가지기도 하며 자신을 계정이나 전화번호를 교환하기도 한다.
멤놀은 카카오톡 오픈채팅방에서 많이 하며, 멤놀 고등학교 상황극,조직 멤놀 상황극 등 멤놀 안에서 여러 종류가 존재한다.